# Kent Robin Tønnesen
Kent Robin Tønnesen (* 5. Juni 1991 in Partille, Schweden) ist ein Handballspieler aus Norwegen.

## Karriere

### Verein
Der 1,94 Meter große und 90 Kilogramm schwere rechte Rückraumspieler stand in Norwegen bei Fjellhammer IL und bei Haslum HK unter Vertrag. In der Saison 2012/13 lief Tønnesen für den schwedischen Spitzenverein IK Sävehof auf. Anschließend wechselte er in die deutsche Handball-Bundesliga zur HSG Wetzlar, die er nach der Saison 2014/15 verließ, um sich den Füchsen Berlin anzuschließen. Mit den Füchsen wurde er 2015 und 2016 Vereinsweltmeister. Ab der Saison 2017/18 stand er beim ungarischen Verein Telekom Veszprém unter Vertrag. Mit Veszprém gewann er 2018 und 2021 den ungarischen Pokal sowie 2019 die ungarische Meisterschaft. In der EHF Champions League unterlag er mit seiner Mannschaft 2019 erst im Finale RK Vardar Skopje. Im Sommer 2021 wechselte er zum Ligakonkurrenten SC Szeged. Mit Szeged gewann er 2022 die ungarische Meisterschaft. Ab der Saison 2023/24 stand er beim französischen Erstligisten Paris Saint-Germain unter Vertrag. Mit PSG gewann er 2024 und 2025 die französische Meisterschaft.
Zur Saison 2025/26 wechselte er zum deutschen Bundesligisten SG Flensburg-Handewitt.

### Nationalmannschaft
Für die norwegische Nationalmannschaft bestritt Kent Robin Tønnesen 148 Länderspiele, in denen er 360 Tore warf. Tønnesen nahm an den Europameisterschaften 2012, 2014, 2016, 2018 und 2022 teil, 2020 fehlte er nach einem Achillessehnenriss. 2015 gab er sein Debüt bei einer Weltmeisterschaft, 2017 gewann er mit Norwegen Silber, 2019 musste er verletzt passen, 2021 kehrte er ins Team zurück. Mit Norwegen nahm er an den Olympischen Spielen in Tokio teil. Bei der Weltmeisterschaft 2025 warf er fünf Tore in sechs Spielen und erreichte mit der Auswahl den 10. Platz.

## Bundesligabilanz
| Saison    | Verein        | Spielklasse | Spiele | Tore | 7-Meter | Feldtore |
| --------- | ------------- | ----------- | ------ | ---- | ------- | -------- |
| 2013/14   | HSG Wetzlar   | Bundesliga  | 34     | 138  | 22      | 116      |
| 2014/15   | HSG Wetzlar   | Bundesliga  | 28     | 136  | 8       | 128      |
| 2015/16   | Füchse Berlin | Bundesliga  | 30     | 60   | 0       | 60       |
| 2016/17   | Füchse Berlin | Bundesliga  | 23     | 58   | 0       | 58       |
| 2013–2017 | gesamt        | Bundesliga  | 115    | 392  | 30      | 362      |